# 圧縮水素
圧縮水素 (Compressed hydrogen) は、加圧下にある気体状態の水素である。水素自動車用の水素貯蔵のため、圧縮水素は350バールまたは700バールの圧力で水素タンクに貯蔵される。ガス燃料として用いられる。
無色無臭で、爆発限界下限は4%、爆発限界上限は75%である。

## インフラ
圧縮水素は、水素パイプライン輸送や圧縮水素チューブトレーラー輸送に用いられる。